# Susana Rossberg
Pour les articles homonymes, voir Rossberg.
Susana Rossberg est une monteuse brésilienne, née le 22 septembre 1945 à São Paulo, Brésil.
Basée en Belgique, elle travaille notamment sur des productions belges.

## Biographie
Susana Rossberg quitte le Brésil en 1967, pendant la période de la dictature pour la Belgique. De 1967 à 1970, elle étudie le montage et le scripte à l'INSAS.
En 1972 elle monte le son de La Fête à Jules de Benoît Lamy. 
Elle monte, entre autres, Mort d'une nonne de Paul Collet et Pierre Drouot en 1975, Rue Haute d'André Ernotte en 1976, Jambon d'Ardenne de Benoît Lamy en 1977, Mascara de Patrick Conrad en 1987 et Toto le héros de Jaco Van Dormael en 1991. En 1996, elle monte Le Huitième Jour du même réalisateur. Susana Rossberg a monté plusieurs longs métrages de Marion Hänsel. En 1978, elle a aussi monté Le Paradis perdu de Harry Kümel. 
Plus récemment, Susana Rossberg a monté les deux derniers courts métrages de Roland Lethem (Gourmandises en 2004 et Le Petit Bonhomme vert en 2013.)
Susana Rossberg a été scripte sur une vingtaine de longs métrages, dont Pallieter (1976) de Roland Verhavert et Golden Eighties (1986) de Chantal Akerman. Elle a aussi été premier assistant réalisateur, notamment sur L'Œuvre au noir (1988) d'André Delvaux.

## Citation
« Susana Rossberg est l'une des monteuses les plus réputées en Belgique, tant du côté francophone que du côté flamand. »

— par Frédéric Sojcher

## Filmographie sélective

### Monteuse

#### Longs métrages
- 1976 : Mort d'une nonne de Paul Collet et Pierre Drouot
- 1976 : Rue Haute d'André Ernotte
- 1977 : Jambon d'Ardenne de Benoît Lamy
- 1978 : Le Paradis Perdu d'Harry Kümel
- 1979 : Slachtvee de Patrick Conrad
- 1980 : Vrijdag d'Hugo Claus
- 1982 : Het beest de Paul Collet
- 1982 : Le Lit de Marion Hänsel
- 1983 : De vlaschaard de Jan Gruyaert
- 1985 : Dust de Marion Hänsel
- 1987 : Les Noces barbares de Marion Hänsel
- 1987 : Mascara de Patrick Conrad
- 1990 : Boom Boom de Rosa Vergés
- 1990 : Il maestro de Marion Hänsel
- 1990 : Koko Flanel de Stijn Coninx
- 1991 : Toto le héros de Jaco Van Dormael
- 1992 : Sur la terre comme au ciel de Marion Hänsel
- 1993 : Abracadabra d'Harry Cleven
- 1993 : Je m'appelle Victor de Guy Jacques
- 1995 : Between the Devil and the Deep Blue Sea de Marion Hänsel
- 1996 : Le Huitième Jour de Jaco Van Dormael
- 1997 : Exit de Menno et Paul de Nooijer
- 2000 : Le Dernier Plan de Benoît Peeters
- 2001 : De l'amour de Jean-François Richet
- 2002 : Sur le bout des doigts d'Yves Angelo
- 2004 : L'Enfant endormi de Yasmine Kassari
- 2007 : Voleurs de chevaux de Micha Wald
- 2008 : Home d'Ursula Meier
- 2009 : Avec ma mère à la mer d'Alexis Van Stratum
- 2009 : Simon Konianski de Micha Wald
- 2011 : Au cul du loup de Pierre Duculot

#### Courts métrages
- 1977 : Equilibres de Marion Hänsel
- 1977 : Marée basse d'André Ernotte
- 1990 : Sirènes d'Harry Cleven
- 1991 : Le jour du chat d'Alain Berliner
- 1997 : De suikerpot d'Hilde Van Mieghem
- 1998 : Dear Jean-Claude de Willem Wallyn
- 1999 : Divines combines de Luc Bourgois
- 2004 : Alice et moi de Micha Wald
- 2004 : Gourmandises de Roland Lethem
- 2005 : Lampedusa de Vincent Martorana
- 2006 : Le bal perdu d'Alfredo Diaz Perez
- 2009 : Classes vertes d'Alexis van Stratum
- 2012 : Dancing de Marguerite Didierjean
- 2012 : La Terre ou le Ciel de Françoise Dupal
- 2013 : Le petit bonhomme vert de Roland Lethem

#### Documentaires
- 1984 : Jean-Gina B. de Jean-Pol Ferbus
- 2007 : Esperando a la Virgen (court) de Vincent Martorana
- 2011 : La lutte n'est pas pour tous de Guillaume Kozakiewiez

#### Télévision
- 2003 : Des épaules solides de Ursula Meier
- 2006 : La dérive des continents de Vincent Martorana
- 2006 : Avec le temps de Marian Handwerker

### Réalisatrice

#### Courts métrages de fiction
- 1985 : Mauvaises Réponses

#### Documentaires
- 1978 : Marché Commun
- 1979 : Jour de Joie
- 1979 : Châteaux de Sable
- 1981 : Jumping
- 1981 : Zoo
- 1982 : A Classic Comedian
- 1986 : Quevaucamps, la Fanfare a Cent Ans (co-réalisé avec André Delvaux et Michele Excoffier)
- 2008 : Brésiliens comme moi

### Première assistante réalisateur

#### Longs métrages
- 1976 : Mort d'une nonne de Paul Collet et Pierre Drouot
- 1975 : Rue Haute d'André Ernotte
- 1976 : Jambon d'Ardenne de Benoit Lamy
- 1984 : Babel Opera d'André Delvaux
- 1987 : L'Œuvre au noir d'André Delvaux